# El arte de casarse
El arte de casarse es una película cómica española estrenada el 10 de noviembre de 1966, dirigida por Jorge Feliu y José María Font y protagonizada por Concha Velasco y Alfredo Landa.
Se trata de una comedia formada por cuatro episodios independientes (todos protagonizados por Concha Velasco) titulados "Profesor de matrimonio", "La niña alegre", "Amor con amor se paga" y "Pastoral". Los dos primeros fueron dirigidos por Jorge Feliu y los dos restantes por José María Font.
Es una secuela de una película del mismo año, El arte de no casarse, que repetía estructura, directores y protagonistas (Concha Velasco acompañando a Alfredo Landa, entre otros), pero que planteaba la situación desde el punto de vista opuesto: realzar las estratagemas de los hombres para evitar casarse.

## Sinopsis
Cuatro muchachas casaderas tienen que afinar su ingenio y realizar distintas argucias y artimañas para conseguir llevar a sus novios frente al altar.
La primera, Purita, cansada después de cinco años de noviazgo, se inventa un embarazo. Episodio ("Amor con amor se paga").
La segunda, Luisa, le pide ayuda a su jefe, un médico del ejército, para casarse con su novio. Episodio ("Profesor de matrimonio").
La tercera, Amparito, es una cantante de opereta que quiere cambiar de vida por lo que necesita encontrar un novio formal y casarse. Episodio ("La niña alegre").
La cuarta, Ignacia, que rechaza a Eladio porque afirma estar interesada en Antolín, el más tonto y rico del pueblo. Episodio ("Pastoral").

## Reparto
- Concha Velasco como Purita ("Amor con amor se paga") / Luisa ("Profesor de matrimonio") / Amparito ("La niña alegre") / Ignacia ("Pastoral").
- Alfredo Landa como Dr. León Hernández ("Amor con amor se paga")
- Antonio Garisa como Enfermo ("Amor con amor se paga") / Don Saturnino ("La niña alegre")
- Manolo Gómez Bur como Don Ramón ("La niña alegre")
- Paquito Cano como Eladio ("Pastoral")
- Rafaela Aparicio como Doña Pura ("Amor con amor se paga")
- Paco Morán como Escultura que se personifica ("Profesor de matrimonio")
- José Sepúlveda como Padre de Ignacia ("Pastoral")
- Josefina Serratosa como Doña Encarnación ("La niña alegre")
- Enrique San Francisco como Sobrino de doña Encarnación ("La niña alegre")
- Héctor Quiroga como Sacristán ("La niña alegre")
- José Sacristán como Novio de Purita ("Amor con amor se paga")
- James Philbrook como Col. W. P. Morgan ("Profesor de matrimonio")